# Lamezia Terme
Lamezia Terme város  (közigazgatásilag comune) Olaszország Calabria régiójában, Catanzaro megyében.

## Fekvése
A község a Santa Eufemia-öböl partján fekszik a Santa Eufemia-síkság keleti végén, Cosenzától 70 km-re nyugatra, Reggio Calabriától 135 km-re keletre.

## Története
A községet 1968-ban alakították ki Nicastro, Sambiase, Sant’Eufemia Lamezia települések egyesítésével a vidék gazdasági potenciáljának erősítése céljából. Ezzel párhuzamosan azonban a calabriai bűnszövetkezet a ’Ndrangheta jelenléte is erősödött. 

### Nicastro
Nicastro városát a 9. században alapították a bizánciak Neo Castrum néven, amelynek jelentése új vár. A normannok 1062-ben egy bencés apátságot létesítettek itt. A középkorban a Caracciolo nápolyi nemesi család birtoka volt. A kisváros számos épülete elpusztult az 1638-as földrengésben, többek között a II. Frigyes által építtetett vár is. 

### Sambiase
A település a 10. században alakult ki egy Szent Balázs tiszteletére épült kolostor körül.

### Sant’Eufemia Lamezia
A települést a fasizmus idején építették fel egy mocsaras vidék lecsapolása után. 

## Népessége
A népesség számának alakulása:

## Főbb látnivalói
- a normannok által a 11-12. században épített Castello romjai
- a 16. században épített Máltai Lovagok Bástyája
- az 1060-ban alapított Santa Maria di Corazzo cisztercita kolostor
- SS. Pietro e Paolo-katedrális
- Sant’Antonio-templom
- Santa Lucia-templom
- Santa Caterina-templom
- San Teodoro-templom
- San Francesco-templom
- San Domenico-templom